# Ступани
Ступани (рос. Ступаны) — присілок в Питаловському районі Псковської області Російської Федерації.
Населення становить 125 осіб. Входить до складу муніципального утворення Линовська волость.

## Історія
Від 2015 року входить до складу муніципального утворення Линовська волость.

## Населення
| 2001 | 2002 | 2010 |
| ---- | ---- | ---- |
| 171  | ↘150 | ↘125 |